# Группа Ермака — Макфола
Группа Ермака — Макфола (укр. Група Єрмака-Макфола, также Международная рабочая группа по санкциям против России, англ. The International Working Group on Russian Sanctions) — международная экспертная группа, разрабатывающая меры санкционного давления на Россию с целью лишить её военно-промышленный комплекс ресурсов и приблизить окончание российско-украинской войны, а также восстановление Украины в её международно признанных границах.

## История
Идея создания международной экспертной группы по санкциям против России родилась во время разговора между президентом Украины Владимиром Зеленским и политологом, бывшим послом США в России Майклом Макфолом в первые дни после начала российского вторжения в феврале 2022 года. К тому моменту Зеленский и Макфол были знакомы несколько лет, а высокопоставленные украинские чиновники проходили обучение в возглавляемом Макфолом Институте международных исследований Фримана Спогли в Стэнфордском университете (FSI) перед назначением в аппарат президента. В ходе обсуждения вариантов урегулирования конфликта родилась идея аналитического центра занятого разработкой санкций и Макфол согласился возглавить его при условии полной независимости. 

## Участники
В работе группы Ермака — Макфола участвует более 100 экспертов из США, Европы и Украины. Аналитическую поддержку группе оказывают Киевская школа экономики (KSE), Международный институт финансов, Йельская школа менеджмента и ассоциация «Экономисты для Украины» (англ. Economists for Ukraine. В частности, KSE предоставляет группе отраслевую экспертизу и ищет уязвимые российские активы.
Группа названа по фамилиям её руководителей — главы офиса президента Украины Андрея Ермака и Майкла Макфола. В работе группы участвуют эксперты-волонтёры Андерс Ослунд, Уильям Тейлор, Ларри Даймонд, Фрэнсис Фукуяма, Кристофер Миллер, Тимофей Милованов, Наталья Шаповал, Тимофей Брик, Юрий Городниченко, Илона Сологуб, Анастасия Федык, Сергей Гуриев, Сергей Алексашенко, Мария Снеговая, Элина Рыбакова. С американской стороны в работе группы принимают участие около 15 бывших сотрудников Государственного департамента США. Роли секретарей группы выполняют Владислав Власюк с украинской стороны и Бронте Каас со американской.

## Формат
В процессе подготовки аналитических записок группа Ермака — Макфола прорабатывает различные механизмы политического и экономического давления на Россию и оценивает их потенциальную эффективность. Участники группы могут придерживаться разных мнений по отдельным мерам, поэтому отчёты включают альтернативные предложения. Аналитические записки и другие материалы публикуются на странице группы на сайте Стэнфордского университета.
Хотя участники группы не работают в органах власти, их рекомендации имеют существенный вес. В совет возглавляемого Макфолом FSI входят люди, которые напрямую влияют на политические решения в США. Для европейских властей, в свою очередь, значение могут иметь личные рекомендации члена группы, провоста парижского Института политических исследований Сергея Гуриева. Le Monde писал, что у группы есть прямой выход на «координаторов санкций» в странах G7.

## Документы
Группа Ермака — Макфола опубликовала первые рекомендации по санкциям против России 19 апреля 2022 года. К июлю 2024 года группа подготовила 20 аналитических записок, обзоры эффективности санкций и ряд других документов.

### Аналитические записки
| Документ | Дата          | Название |
| -------- | ------------- | --- |
| № 1      | апрель 2022   | План действий по усилению санкций в отношении Российской Федерации                                          |
| № 2      | май 2022      | Дорожная карта санкций в области энергетики                                                                 |
| № 3      | июнь 2022     | Дорожная карта по индивидуальным санкциям                                                                   |
| № 4      | июнь 2022     | Дорожная карта по финансовым санкциям                                                                       |
| № 5      | сентябрь 2022 | Дело о признании Российской Федерации государством-спонсором терроризма                                     |
| № 6      | октябрь 2022  | Зачем и как конфисковать суверенные активы России, чтобы помочь восстановить Украину                        |
| № 7      | ноябрь 2022   | ИТ и вспомогательные технологии: рекомендации по санкциям                                                   |
| № 8      | ноябрь 2022   | Росатом и гражданская атомная энергетика: рекомендации по санкциям против РФ                                |
| № 9      | ноябрь 2022   | Меры по повышению эффективности санкций                                                                     |
| № 10     | ноябрь 2022   | Введение потолка цен на нефть                                                                               |
| № 11     | апрель 2023   | План действий 2.0 по усилению санкций против Российской Федерации                                           |
| № 12     | июль 2023     | Ужесточение санкций, чтобы остановить западные технологии, помогающие военно-промышленному комплексу России |
| № 13     | август 2023   | Усиление санкций на иностранные комплектующие в российских военных беспилотниках                            |
| № 14     | сентябрь 2023 | Использование энергетических санкций для сокращения войны                                                   |
| № 15     | сентябрь 2023 | Почему и как Запад должен арестовать суверенные активы России, чтобы помочь восстановить Украину            |
| № 16     | январь 2024   | Проблемы экспортного контроля                                                                               |
| № 17     | январь 2024   | Идентификация и использование сетей и зависимостей кремлевского программного обеспечения                    |
| № 18     | февраль 2024  | Энергетические санкции: четыре ключевых шага для сдерживания России в 2024 году и далее                     |
| № 19     | май 2024      | План действий 3.0 — Усиление санкций против Российской Федерации                                            |
| № 20     | июнь 2024     | Экспортный контроль: ключевой инструмент G7 для прекращения войны России                                    |

### Оценки
- Экспорт российской нефти в условиях международных санкций (апрель 2023)
- Год войны: оценка последствий санкций и план действий на 2023 год (март 2023)
- Оценка влияния международных санкций на экспорт российской нефти (февраль 2023)

### Прочие документы
- Документ с изложением позиции в преддверии встречи G7 (июнь 2022)
- Документ с изложением позиции по 6-му пакету санкций (июнь 2022)
- Позиционный документ по европейской энергетической безопасности и турбине Siemens (июль 2022)
- Позиционный документ о необходимости исключения России из Группы разработки финансовых мер борьбы с отмыванием денег (октябрь 2022)
- Позиционный документ по предельным ценам на российские нефтепродукты (февраль 2023)

## Результаты
Благодаря работе группы были введены эмбарго и ценовой потолок на российскую нефть и нефтепродукты, введены санкции против российских пропагандистов и запрещена деятельность ряда русскоязычных СМИ в странах Евросоюза.